# Javier Otxoa
Javier Otxoa Palacios (ur. 30 sierpnia 1974 w Barakaldo, zm. 24 sierpnia 2018 w Alhaurín de la Torre) – hiszpański niepełnosprawny kolarz. Mistrz paraolimpijski z Aten w 2004 roku i Pekinu w 2008 roku.

## Medale Igrzysk Paraolimpijskich

### 2008
- – Kolarstwo – trial na czas – CP 3
- – Kolarstwo – wyścig uliczny – LC 3–4/CP 3

### 2004
- – Kolarstwo – trial na czas – CP 3
- – Kolarstwo – bieg pościgowy indywidualnie – CP 3